# Topics in Applied Physics
Topics in Applied Physics is een internationaal, aan collegiale toetsing onderworpen wetenschappelijk tijdschrift op het gebied van de natuurkunde.
Het wordt uitgegeven door Springer Science+Business Media.
Het eerste nummer verscheen in 1973.